# Championnat de Mauritanie de football 2007-2008
Navigation
Édition précédente Édition suivante
La saison 2007-2008 du Championnat de Mauritanie de football est la vingt-neuvième édition de la Première Division, le championnat national de première division en Mauritanie. Les douze équipes engagées sont regroupées au sein d'une poule unique où elles affrontent deux fois leurs adversaires, à domicile et à l'extérieur. En fin de saison, les deux derniers du classement sont promus et remplacés par les deux meilleurs clubs de deuxième division.
C'est l'ASAC Concorde qui remporte la compétition cette saison après avoir terminé en tête du classement, avec huit points d'avance sur l'ACS Ksar et dix sur l'ASC El Ahmedi. C'est le tout premier titre de champion de Mauritanie de l'histoire du club.

## Participants
- ASC Nasr de Sebkha
- ASC SNIM
- ASC Mauritel
- ACS Ksar
- ASAC Concorde
- FC Trarza
- ASC Police
- AS Garde Nationale
- ASC El Ahmedi
- ASC Armée Nationale
- FC Nouadhibou - Promu de D2
- FC Khaïry - Promu de D2

## Compétition

### Classement
Le classement est établi sur le barème de points suivant : victoire à 3 points, match nul à 1, défaite à 0.
| Rang | Équipe              | Pts | J  | G  | N  | P  | Bp | Bc | Diff |
| ---- | ------------------- | --- | -- | -- | -- | -- | -- | -- | ---- |
| 1    | ASAC Concorde       | 50  | 22 | 15 | 5  | 2  | 26 | 4  | +22  |
| 2    | ACS Ksar            | 42  | 22 | 12 | 6  | 4  | 36 | 14 | +22  |
| 3    | ASC El Ahmedi       | 40  | 22 | 12 | 4  | 6  | 27 | 18 | +9   |
| 4    | ASC Mauritel        | 36  | 22 | 9  | 9  | 4  | 23 | 10 | +13  |
| 5    | ASC Nasr de SebkhaT | 35  | 22 | 9  | 8  | 5  | 25 | 14 | +11  |
| 6    | ASC SNIM            | 33  | 22 | 9  | 6  | 7  | 26 | 21 | +5   |
| 7    | FC Nouadhibou'P'C   | 29  | 22 | 6  | 11 | 5  | 21 | 22 | -1   |
| 8    | FC KhaïryP          | 25  | 22 | 7  | 4  | 11 | 20 | 30 | -10  |
| 9    | FC Trarza           | 22  | 22 | 5  | 7  | 10 | 16 | 28 | -12  |
| 10   | AS Garde Nationale  | 20  | 22 | 5  | 5  | 12 | 17 | 30 | -13  |
| 11   | ASC Police          | 15  | 22 | 3  | 6  | 13 | 12 | 32 | -20  |
| 12   | ASC Armée Nationale | 10  | 22 | 1  | 7  | 14 | 10 | 36 | -26  |

|  | Champion de Mauritanie 2007-2008                                                           |
|  | Qualification pour la Ligue des champions arabes de football 2008-2009                     |
|  | Relégation directe en deuxième division                                                    |
|  | T : Tenant du titre C : Vainqueur de la Coupe de Mauritanie P : Promu de deuxième division |

## Bilan de la saison
| Championnat de Mauritanie de football 2007-2008  |                           |
| Champion                                         | ASAC Concorde (1er titre) |
| Coupes et trophées                               |                           |
| Vainqueur de la Coupe de Mauritanie 2007-2008    | FC Nouadhibou             |
| Qualifications continentales                     |                           |
| Ligue des champions de la CAF 2009               | Aucun                     |
| Ligue des champions arabes de football 2008-2009 | ASC Nasr de Sebkha        |
| Coupe de la confédération 2009                   | Aucun                     |
| Promotions et relégations                        |                           |
| Promus en Première division                      | ASC Kédia                 |
| Promus en Première division                      | ASC Dar Naïm              |
| Relégués en Deuxième division                    | ASC Police                |
| Relégués en Deuxième division                    | ASC Armée Nationale       |